# 橋本静娯
橋本 静娯（読み不明、文政9年1月22日（1826年2月28日） - 明治35年（1902年）1月2日）は、幕末の商人および明治時代の実業家。屋号は角灰屋（加登灰屋とも）、通称（名跡）は吉兵衛。諱は徳温（徳光とも）、字は伯厚。
角灰屋8代目橋本吉兵衛徳温。尾道商人の灰屋橋本家一族の本家にあたる灰屋（角灰屋）橋本吉兵衛家の当主。町年寄を務めた。明治時代においては広島県有数の資産家。第六十六国立銀行（広島銀行の起源）設立時における筆頭株主かつ初代頭取。頭取を辞任し、吉兵衛名を徳清（海鶴）に譲渡して隠居した後、静娯に改名した。

## 来歴
文政9年備後国尾道（現広島県尾道市）の角灰屋7代目橋本吉兵衛徳聴（橋本竹下）の長子として生まれる。弘化3年（1846年）頃7代吉兵衛（竹下）が隠居し、家督を継ぐ。
尾道は広島藩領最大の港町であり、灰屋橋本家一族は灰屋次郎右衛門の廻船問屋からはじまり、一族で廻船問屋や金融業・醸造業などを営んだ。その分家だった角灰屋吉兵衛家は金融業で財を成すと次第に他の灰屋一族を凌駕するようになり、6代吉兵衛の代の頃に灰屋一族の本家の地位を確立し、7代吉兵衛（竹下）の代の頃に金融業とともにそれで集積した不動産・塩田経営などを扱うようになり経営発展を遂げている。ただ8代吉兵衛（静娯）の代の頃である19世紀半頃になると広島藩内の金融不安が顕著になり、灰屋一族は経営危機にまで陥っていた。そこで角灰屋は対外的な貸付を大幅に整理縮小し、灰屋一族に対する融資に力を入れ一族の再建を目指すことになる。（その経営は番頭の比重が大きかったと言われている。）
明治11年（1878年）、尾道で広島県下で最初の国立銀行である第六十六国立銀行が創設され、橋本吉兵衛（静娯）が筆頭株主かつ初代頭取となる。これには以下の背景がある。
- 江戸時代、尾道の商人が他領の廻船（北前船）との取引を円滑に行うため、彼らに取引資金を融資する金融機関が存在していた[14]。安永9年（1780年）尾道の有力商人たちの出資で「問屋座会所」が、天保8年（1837年）広島藩主導で藩と尾道町役人の出資で「諸品会所」が設置された[14]。角灰屋はこれらの最大出資者であり、橋本吉兵衛（静娯）はこれら会所に頻繁に出勤していた[4]。
- 諸品会所は廃藩置県後明治6年（1873年）「諸品商社」となった[15]。これに出資・運営していたのが橋本吉兵衛（静娯）天野嘉四郎（金融業者）島居儀右衛門（薬種商・酒造業者）らであり、のち第六十六国立銀行の設立に際し同様に出資し役員として運営に加わることになる[15]。
- 第六十六国立銀行設立時の上位株主は橋本吉兵衛（静娯）・天野嘉四郎・山路右衛門七（藤江（現福山市）の地主・製塩業者）で、3者同数同額の80株4,000円出資している[15]。吉兵衛（静娯）が頭取、嘉四郎と右衛門七は取締役に就いた[15]。

その3年後となる明治14年（1881年）、頭取を辞任した。と同時に家督と吉兵衛名を四男（9代橋本吉兵衛徳清（海鶴））に譲り、自身は隠居後を「静かに娯しむ」と橋本静娯に改名した。銀行頭取は天野嘉四郎が就任し、そして銀行取締役に橋本吉兵衛（海鶴）が就任する。
隠居後は別邸「爽籟軒」で文化的生活を好んで過ごしていたという。明治35年死去。77歳没。

## 備考
- 父・竹下は本因坊秀策を見出した人物である。秀策は静娯とも交流があり、静娯宛（橋本吉兵衛名義）に書かれた書簡が残っている[18]。
- 父・竹下の詩集『竹下詩鈔』は静娯と息子・海鶴の編纂により明治17年（1884年）刊行している[13]。

## 親族
直系（橋本家当主）
- 父 （7代目）橋本吉兵衛徳聴 - 号の（橋本）竹下で知られている。
- 子 （9代目）橋本吉兵衛徳清 - 号は海鶴。（株）第六十六銀行/芸備銀行頭取。貴族院議員[9][10]。
- 孫 橋本龍一 - 海鶴の長男。芸備銀行/広島銀行頭取[9][10]。（官選第14代）尾道市長。
- 曾孫 橋本宗利 - 龍一の長男。広島銀行副頭取。広島ホームテレビ社長[9]。

他
- 孫 橋本太吉 - 分家の灰屋（東灰屋）橋本次郎右衛門家の当主（11代目）。衆議院議員[19][20][21]。

静娯には早世した子を除いて男子4人と女子4人が生まれたが、男子3人と女子1人は夭折し、残った四男が海鶴であり家督を相続した。灰屋（東灰屋）橋本次郎右衛門家には跡継がいなかったため長女・綱に婿を取って継がせ、中橋本（中灰屋）橋本吉次郎家は三女・タキに婿を取って再興した。次女・モトは尼子勝吉に嫁いでいる。
西灰屋は静娯の実弟恒次郎（常次郎）が当主となって再興した。のちに東灰屋と西灰屋の醸造業から尾道造酢が創業する。

## 参考資料
- 西向宏介「近世尾道商人の系譜と展開－橋本家文書の基礎的考察－」（PDF）『広島県立文書館紀要』第16巻、広島県立文書館、2022年3月、71-104頁、2024年12月30日閲覧。
- 松村敏「近代日本における名望家的地方資産家の存在形態―広島県尾道・橋本家の事例―」（PDF）『商経論叢』第53巻第4号、神奈川大学経済学会、2018年8月、109-147頁、2024年12月30日閲覧。